# サクラ町さいず
『サクラ町さいず』（サクラまちさいず）は、松田円による日本の4コマ漫画作品。芳文社『まんがタイムオリジナル』『まんがタイムラブリー』『まんがタイム』に連載されていた。

## 概要
美しい桜並木が名物の町「サクラ町」を舞台に、血の繋がらない父子家庭の親子と、その周りの個性的な人間たちをコミカルに描く、アットホームな作品。
2002年より『まんがタイムラブリー』で連載開始。2005年から2009年まで『まんがタイムオリジナル』との2誌同時連載となる。同時連載中、2誌の内容に大きな違いはなかったが、どちらかというと『ラブリー』側は連続したストーリー系のネタ、『オリジナル』側は単発のネタが多かった。
『ラブリー』の全面リニューアルに伴い、2011年より掲載誌を『まんがタイム』に移し、2012年まで連載された。

## 主要登場人物
特記ない限り、年齢や経歴等は第1巻あるいは初登場時点のもの。

### 春田家
春田信一朗（はるた しんいちろう）
本作の主人公。義父・信二とともにサクラ町へ引っ越してきたばかりの中学2年生。父とは血が繋がっていない上に、出会ってまだ1年ちょっとしか経っていないため、まだ打ち解けきれない面もあるが、基本的には仲の良い親子。性格は物静かでやや無愛想だが、他人には慕われる。春田家の炊事面の家事を一手に引き受けているため、料理は堪能で、しばしば主婦顔負けの腕を見せる。低い身長がコンプレックスで、身長のことに触れられると静かに怒る。誕生日は12月24日。クリスマスと重なるため、あまりいい思い出はないようだ。麻子とは性格が正反対な事もあり、会う度口喧嘩を繰り返すが、彼を知る第三者からしてみれば、かなり珍しい行動らしい。
春田信二（はるた しんじ）
信一朗の義父。信一朗の母・ハルコと結婚したが、その後すぐハルコが亡くなったため、男手一つで信一朗を育てる。信一朗との仲は悪くないが、父親らしいところを見せようとして空回りする一面もある。職業は文筆業で、ミステリーからポエムまで様々な作品を書いている。190cm近い長身だが体型は細く、仕事柄家にこもりきりで日にも当たらないため、見た目はさながら真っ白な棒。ハルコとはサラリーマン時代に、ダンボールをかぶって雨に濡れていたところを拾われて知り合う。
春田ハルコ（はるた ハルコ）
信一朗の実母で、信二の亡妻。職業は保険外交員で、女手一つで信一朗を育ててきた。性格は明るく豪快で、料理の腕はいまひとつ（「ミネストローネ」と称する残り物のごった煮を得意料理としていた）。仕事中に知り合った信二と結婚するも、それから1年後、44歳で急逝。以後は幽霊として春田家を見守る。盆や彼岸の時期に家に帰って来る際は、金さんの体に憑依することが多い。
ジギー
春田家のペットであるオジギソウ。元々は信一朗が観察日記の為栽培していたのをハルコが触り過ぎて枯らしてしまったため、その罪悪感から店で見かける度買い求めたのが始まり。毎年夏場に花をつけ、冬には種を残して枯れ、次代に移る。本作のマスコット的存在。
金さん
春田家の近所に住む野良の黒猫。厳密には春田家のペットではないが、信二がしばしば家に上がり込ませるため、現在ではペット同然の扱いを受けている。ハルコの幽霊が家に帰ってきた際は、この金さんに憑依して家族とのスキンシップを楽しむ。度々ハルコに体を乗っ取られる為、一時期は春田家を避けていた傾向もある。名前の由来は遠山の金さん。毛が舞うので信一朗はあまり家に入れたがらないが、雨が降ると「風邪を引くと困るじゃないか」と入れたりしている。

### 信一朗の友人
田中ひろえ（たなか ひろえ）
信一朗のクラスメイト。緩やかにウエーブした長い髪と眼鏡がチャームポイント。友人内の会話ではつっこみ役に回る事も多いしっかり者。親は離婚しており、現在は看護師の母と2人暮らし。そのため家事には精通しており、料理・買い物の腕は信一朗と肩を並べるレベル。よく2人でスーパーの特売の情報交換を行っている。信一朗のことが好きだが、その気持ちには全く気付いてもらえておらず、時折空回り暴走する。
中学卒業後は、信一朗と同じ高校に進学。
東雲達也（しののめ たつや）
信一朗のクラスメイトで、学級委員長を務める。成績は優秀で容姿も良く、女子のファンもそれなりにいる。だが極度の虚弱体質で、しばしば風邪や貧血、熱射病などでぶっ倒れて保健室の世話になるインドア派。もちろん運動はまるで駄目。はつみのことが好きだが、もちろん気持ちには気付いてもらえていない。はつみを巡るライバルであるともみとは当初犬猿の仲だったが、徐々に女の子として意識しつつある。
中学卒業後は、県内ナンバー2の高校に進学。ナンバー１でない理由は、同校の方がはつみの学校の最寄り駅に一番近い為。
東雲俊也（しののめ としや）
信一朗のクラスメイトで、達也の双子の弟。サッカー部に所属。達也とは対照的に、成績は極端に悪い（ただしサクラ祭りで一目惚れした八巻みちよが教育実習で信一郎達の学校に来ていた期間は人並みの成績になっていた）が運動神経は抜群で、常に外で動き回っているアウトドア派。その代わり骨折などの怪我が多く、達也が内科担当なら俊也は外科担当である。異常な食欲の持ち主で、食べ物と見ると見境がなくなって暴走する。1巻での恋騒動も食絡みだった。
鳴瀬はつみ（なるせ はつみ）
信一朗のクラスメイト。常に笑顔全開で、未だにサンタクロースを信じる純真無垢な少女。ともみからは「癒しの泉であり人々の聖域」と呼ばれるほど。常にひらがなだけで喋るが、慌てている時は漢字が混じることもある。天然ボケだが、意外にも成績はかなり良い方。
中学卒業後は、県内で一番古い女子高に進学。ひろえとの会話から、作者の別作品『つくしまっすぐライフ!』の舞台となっている高校の模様。
鳴瀬ともみ（なるせ ともみ）
国外から転入してきたはつみの従妹。学年は信一朗たちより1つ下の1年生。顔ははつみとそっくりだが、笑顔が少なく、物静かな少女。自分と対照的に明るく接してくれるはつみに憧れを抱き、髪型なども真似していたが、5巻からショートカットにした。はつみと違ってちゃんとした漢字を使って喋るが、多くの国の居住経験があるためか、その日本語は微妙におかしい。はつみへ馴れ馴れしく近づく達也を嫌っていたが、徐々に意識しつつある。
三壁大五郎（みかべ だいごろう）
信一朗が以前住んでいた町での友人。通称「ミカ」。その呼び名と外見から当初は女の子かと思われ、ひろえが警戒したが、れっきとした男の子。実家はケーキ店を経営しており、サクラ町に出来た支店へ手伝いに来たのをきっかけに信一朗と再会する。身長は信一朗とどっこいどっこいで、小学校時代は朝礼の際どちらが列の先頭になるかで争っていた。女の子と見れば気軽に声をかけるかなりのプレイボーイで、ひろえの恋心にもいち早く気付き、しばしばアドバイスを送っている。自身は「大人の女性」として高木さんに憧れを持っているが、本当の性別には気付いていない。どう見ても和菓子屋の外装なのに中身はケーキ店の実家「正菓堂」は、その商品も奇抜なものばかりで、上に乗ったイチゴが絶叫する人間の顔の形にカットされた「シャウト・ケーキ」が名物。
　中学卒業後は信一朗達と同じ高校に進学。
鳥飼小夜（とりかい さよ）
8巻から登場。ゴールデンウィーク明けにサクラ町へ引っ越してきた女の子で、信一朗たちとは別のクラスの2年生。方向音痴で色々とそそっかしく、達也ほどではないが体力も乏しいドジっ子タイプ。特売の買い物中に道に迷っていたところを信一朗と達也に助けられ、以来「特売仲間」として信一朗と親しくなる。2人の仲を勘繰ったひろえには当初警戒されたが、結果的に同じ特売仲間として仲良しになり、信一朗以上にひろえの方に懐いている。
進学は信一朗達と同じ高校を望んだが、方向音痴の為見学時にすら二度にわたりたどり着けず、はつみと同じ高校に進学。

### その他の登場人物
山崎真澄（やまさき ますみ）
春田家の隣に住む山崎家の若奥さん。若くて美人な気立ての良い妻だが、料理は壊滅的に下手糞。連載当初は本人にも料理下手の自覚はあったが、連載が進むに従いその描写はなくなっている。独身時代には従兄弟姉妹の間で「絶対に結婚できない」と賭けが行われていた程で、彼女の結婚は未だに一族の間で伝説として語り継がれている。春になると花粉症に悩まされるが、本人は「鼻がある事が実感できて嬉しい」らしい。ちなみに普段の料理下手は元の料理を大胆にアレンジしてしまう独創性にあるらしく、花粉症で鼻が駄目になる時期だけは料理本通りにきちんと作らざるを得ないため、まともになる。5巻の途中から、ミカの店でパートを始めた。加賀先生とは従姉妹同士。家が近いのか、よく訪ねてくる。
高野麻子（たかの あさこ）
信二の妹で、信一朗にとっては義理の叔母にあたる。普段は夫の仕事の都合でアメリカで生活しているが、しばしば日本に帰ってきては春田家に居候する。性格は豪快で、嵐のような人物。英会話はできるようだが、ボディーランゲージと眼力で殆ど乗り切っているらしい。普段アメリカにいる時は主にメールで春田家とやりとりしている。ひろえともメール友達であり、彼女の信一朗への片想いをさりげなく応援している。『まんがタイムラブリー』4月号にて無事に女児・春香を出産。名付け親は信一朗とひろえだが、「この子（娘）が名前を嫌がったら、全部あんた（信一朗）のせいにするからね」と発言、信一朗を激怒させている。
高野春香（たかの はるか）
麻子の長女。実の伯父の信二よりも信一朗に懐く。
ナツコおばさん
ハルコの姉（信一朗の伯母）で、遠隔地に住んでいる。苗字は不明。ハルコの離婚後一時期信一朗を預かっていた。スリムだが腕っ節は強く、男性1人くらい小脇に抱えて運べる。ハルコの墓参で麻子と顔を合わせ、意気投合することも。
道夫（みちお）おじさん
ナツコの夫で、東京に単身赴任中。お調子者でかなり大雑把な性格。娘（信一朗の従姉）が嫁に行って寂しいことと家事が苦手なことからか、酔うと口癖のように、信一朗に向かって「うちの子になれ」と言う。
高木（たかぎ）さん
ハルコが務めていた保険会社の元同僚で、現在も同じ会社に勤務。元男性にして、現在は女性（性転換したのか単なる女装かは不明）。信一朗のことは子供の頃から知っており、信二ともハルコの夫として顔見知りだったが、久々の再会時には女性となっており、2人を驚愕させた。その容姿は、ミカが男性だと気付かずに惚れ込むほど美しいが、信二と肩を並べる190cm近い巨漢のため、街中では非常に目立つ。
加賀リカ（かが リカ）
信一朗の学校の理科教師。山崎さんとは従姉妹同士。従姉妹の間では唯一の未婚者で、実家に帰るたびに見合いを勧められたり、そのことで親と喧嘩したりする。理科室に業務用の中華まんの保温機やおでんの鍋を置いている。また理科室の備品でお茶を飲むこともある。日光浴は好きだが、するときは完全防備で臨む。白衣を着ていることが癖のようになり、学校で着るものの他に部屋着用・エプロン用・パジャマ用・風呂上り用などを持っている。
田畑（たばた）先生
通称「七夕先生」。信一朗の学校の数学教師。気配りが行き届き、女性にも持てるルックスながら、数学教師ゆえかデート中などにいらん計算やデリカシーのない行動をして恋人を怒らせ、失恋記録の更新をしてしまう。
生田（いくた）先生
信一朗の学校の女性体育教師。ジャージとショートカット、アホ毛がトレードマーク。教師陣のツッコミ担当。加賀先生と仲が良く、しばしば一緒に校内でお茶を飲んでいる。初期から登場しているキャラクターだが長年にわたって名前が登場せず、はじめて名前が判明したのは2010年に入ってからだった。
鳥飼小夜の父
以前死にかける程の大きな病気を患った為勤めに出る事が出来ず、自宅で仕事をしながら主夫をしている。妻（小夜の母）は看護師で、彼女とは入院中に知り合った。小夜とは血の繋がりはないが、性格はよく似ている。
実は信一朗の実父。ただし信一朗自身は気付いていない。

## サクラ町
関東某県に存在する、ごく普通の小さな町。その名の通り、至る所に桜並木が立ち並ぶ桜の非常に多い町で、毎年春の「サクラ祭り」の時期には多くの観光客や花見客も訪れる。そのせいかこの町の桜は自己主張が強く、立ち並ぶ屋台にしか視線が行かない俊也は根に躓くのもしばしば。葉桜になっても毛虫が降り、それから逃げ惑う人々で違う意味で賑やかになる。隣町は、『夫婦な生活』（おーはしるい）の舞台であるほのぼの町。

## 単行本
- 松田円『サクラ町さいず』 芳文社〈まんがタイムコミックス〉、全9巻
  1. 2004年9月18日第1刷発行（2004年9月3日発売[4]） ISBN 4-8322-6356-0
  2. 2005年8月18日第1刷発行（2005年8月3日発売[4]） ISBN 4-8322-6410-9
  3. 2006年4月18日第1刷発行（2006年4月3日発売[4]） ISBN 4-8322-6456-7
  4. 2007年3月21日第1刷発行（2007年3月7日発売[4]） ISBN 4-8322-6522-9
  5. 2007年10月21日第1刷発行（2007年10月6日発売[4]） ISBN 978-4-8322-6577-6
  6. 2008年11月22日第1刷発行（2008年11月7日発売[4]） ISBN 978-4-8322-6686-5
  7. 2009年7月22日第1刷発行（2009年7月7日発売[4]） ISBN 978-4-8322-6755-8
  8. 2010年12月22日第1刷発行（2010年12月7日発売[4]） ISBN 978-4-8322-6914-9
  9. 2012年5月22日第1刷発行（2012年5月7日発売[4]） ISBN 978-4-8322-5074-1